# オールウェイズ・ラヴ・ユー
「オールウェイズ・ラヴ・ユー」（英: I Will Always Love You =いつまでもあなたを愛している）は、アメリカ合衆国のシンガーソングライターであるドリー・パートンが作詞作曲しレコーディングしたカントリーの楽曲。この曲はドリーの27曲目のシングルである。

## 概要
元々は1973年にリリースされた13枚目のアルバム『ジョーリン』（Jolene）に収録されていたものであるが、後にアルバムからの2枚目のシングルとして1974年6月6日にリリースされた。曲自体はカントリーミュージックであるが、ゆったりとした曲調と、パートンの鼻にかかった独特の歌声で纏まっている。
当時仕事上での関係を解消したかつてのデュエット・パートナーでメンターのポーター・ワゴナーのために1973年6月13日にレコーディングされた。この曲は批評家から好評なだけでなく商業的にも成功した。リリース後、『ビルボード』誌のカントリー・チャートで第1位を1974年6月の他に1982年10月の再録時の2回獲得した。これにより同じ曲で違う時期の2回カントリー・チャートで第1位を獲得した最初のアーティストとなった。1975年、この曲によりパートンはCMAアワードの女性ヴォーカリスト賞を受賞した。1982年の再録版は映画『テキサス1の赤いバラ』のサウンドトラックとしてレコーディングされた。この曲は後に1995年にヴィンス・ギルとのデュエットとして再録され、発売されている。
1992年にホイットニー・ヒューストンがカヴァーし、映画『ボディガード』の主題歌として使用された。この曲は『ビルボード』誌Billboard Hot 100で14週第1位を獲得し、ベストセラーとなった。2012年、ヒューストンが亡くなるとこの曲は再びチャート入りし、同じ曲で違う時期の2回Hot 100でトップ3にランクインしたのは1960年と1962年に『ザ・ツイスト』を歌ったチャビー・チェッカーに続いて2人目であった。
BMI調べによる「20世紀にアメリカのテレビやラジオで最もオンエアされた100曲」のランキングでは13位にランクインされた。

## ドリー・パートン版

### 背景および曲の構成
1973年、当時仕事上での関係を解消したかつてのデュエット・パートナーでメンターのポーター・ワゴナーのためにこの曲を作曲した。6月13日、テネシー州ナッシュビルでレコーディングされた。1982年、映画『テキサス1の赤いバラ』のサウンドトラックで使用されることになり、再びレコーディングを行なった。作家カーティス・W・エリソンは「もうほとんど喧嘩をすることもなくなった男女の別離について語っているが、女性が主導権を握っているために相手に対してリスペクトをしている」と語った。ハル・レナード社によるmusicnotes.comで出版された楽譜によると、このカントリーのラブソングは4分の4拍子でテンポ＝66[BPM]である。パートンのマネージャーであるダニー・ノゼルはインタビューにて「『アメリカン・アイドル』で判明したことは、多くの人々がこの曲を作曲したのはドリー・パートンであるということを知らないということ」と語った。
『テキサス1の赤いバラ』にサウンドトラックで使用された他、1974年のオリジナル版は同年のマーティン・スコセッシ監督の映画『アリスの恋』でも使用された。

### 評価
1995年、エリソンの著書『Country Music Culture: From Hard Times to Heaven 』の中で、「微妙な男女の関係が互いの期待とずれていく様子は、1990年代初頭、パートンがポップ市場に挑戦した後の状態を表しているようだ」と記した。 2008年の『The Midnight Show: Late Night Cable-TV "Guy-Flicks" of the '80s 』の著者ケン・ナイトは『オールウェイズ・ラヴ・ユー』を歌えて記憶に残るのはパートンのみと語った。作家ポール・シンプソンはパートンとワゴナーの別離をソフトに書いただけと批判した。1974年のオリジナル版リリース時、この曲はカナダで第4位、『ビルボード』誌のカントリー・チャートで第1位のヒットを記録し、この年のベストセラー・シングルの1つとなった。
カントリー・チャートで第1位に到達した頃、エルヴィス・プレスリーがこの曲をカバーしたいと申し出た。パートンはこれに興味を持ったが、プレスリーのマネージャーのトム・パーカー大佐が、プレスリーが録音した曲は出版権をプレスリー側に半分譲渡することが通例であると語ったため、パートンはこれを拒否した。この決断が結果的にパートンにその後何年にもわたってこの曲の印税を何百万ドルももたらすことになった。1982年版リリース後、カントリー・チャートで再度第1位を獲得し、同じ曲で違う時期にカントリー・チャートで第1位を獲得した最初のアーティストとなった。1995年、ヴィンス・ギルとのデュエット版がリリースされると、『ビルボード』誌に再度チャート入りし、最高第15位となった。

## 収録曲
- 17cmビニール盤レコード[2]

1. 「オールウェイズ・ラヴ・ユー」 — 2:53
2. 「ロンリー・カミン・ダウン」 — 3:09

### チャート順位
| 1974年版週間チャート                                   | 最高 順位 |
| ------------------------------------------------------ | --------- |
| カナダ RPM Country Tracks                              | 4         |
| アメリカ合衆国 Billboard Hot Country Songs             | 1         |
| 1982年版週間チャート                                   |           |
| オーストラリア Kent Music Report                       | 72        |
| カナダ RPM Top Singles                                 | 8         |
| カナダ RPM Country Tracks                              | 1         |
| カナダ RPM Adult Contemporary Tracks                   | 2         |
| アメリカ合衆国 Billboard Hot 100                       | 53        |
| アメリカ合衆国 Billboard Hot Country Songs             | 1         |
| アメリカ合衆国 Billboard Hot Adult Contemporary Tracks | 17        |
| 1995年版週間チャート                                   |           |
| カナダ RPM Country Tracks                              | 22        |
| アメリカ合衆国 Billboard Hot Country Songs             | 15        |

| 先代 ロニー・ミルサップ『Pure Love 』                           | Billboard Hot Country Singles 1位獲得作品 1974年6月8日   | 次代 チャーリー・リッチ『I Don't See Me in Your Eyes Anymore 』 |
| 先代 マール・ハガード&ジョージ・ジョーンズ『Yesterday's Wine 』 | Billboard Hot Country Singles 1位獲得作品 1982年10月16日 | 次代 ロニー・ミルサップ『He Got You 』                          |
| 先代 マイケル・マーティン・マーフィ『What's Forever For 』      | RPM Country Tracks 1位獲得作品 1982年10月23日–30日       | 次代 ウィリー・ネルソン『Let It Be Me 』                        |

## ホイットニー・ヒューストン版
1991年、ホイットニー・ヒューストンは、自身が主演でケビン・コスナーと共演した映画『ボディガード』の主題歌としてこの曲を歌った。『ボディガード』のオリジナル・サウンドトラックの1曲としても収録されている。曲調はもとのカントリー・ミュージックからバラード調になっており、曲の性格も大幅に異なっている。再生時間も約倍近くになっているのも特徴である。実際にはケビン・コスナーが愛聴していたリンダ・ロンシュタットの1975年発表のカバーバージョンをベースに制作されている。間奏のテナー・サックス・ソロはカーク・ウェイラムによるもの。
映画内で警護対象のレイチェル・マロンとして出演しているホイットニーが歌うこの曲が効果的に使用されており、1992年11月のシングル・アルバム発売以降、ビルボード・ミュージック・アワードのTop Hot 100 Single of the Year をはじめ、グラミー賞、アメリカン・ミュージック・アワード、ワールド・ミュージック・アワード、MTVムービー・アワードなどの賞を総なめにし、1993年1月にはアメリカ国内売り上げが400万枚（プラチナディスク4回相当）、イギリス国内売り上げが130万枚（プラチナディスク2回相当）に達したり、日本でも180万枚を記録し、サウンドトラックが全世界で4200万枚を売り上げるなど、一大ヒットを記録した。また、全米シングルチャートで14週連続1位と言う記録も樹立している。日本のオリコン洋楽シングルチャートでは1993年1月11日付から27週連続1位を獲得し、1993年の年間チャートで1位となった。フジテレビ系列で深夜に放送されていた音楽番組『BEAT UK』でも、UKシングルチャートNo.1を獲得している。

### 収録曲
| #  | タイトル                   | 作詞 | 作曲・編曲 | 時間 |
| -- | -------------------------- | ---- | ---------- | ---- |
| 1. | 「I Will Always Love You」 |      |            | 4:31 |
| 2. | 「Jesus Loves Me」         |      |            | 5:11 |

| #  | タイトル                     | 作詞 | 作曲・編曲 | 時間 |
| -- | ---------------------------- | ---- | ---------- | ---- |
| 1. | 「I Will Always Love You」   |      |            | 4:31 |
| 2. | 「Jesus Loves Me」           |      |            | 5:11 |
| 3. | 「Do You Hear What I Hear?」 |      |            | 3:31 |

| #  | タイトル                                            | 作詞 | 作曲・編曲 | 時間 |
| -- | --------------------------------------------------- | ---- | ---------- | ---- |
| 1. | 「I Will Always Love You (Hex Hector mix)」         |      |            | 4:50 |
| 2. | 「I Will Always Love You (Hex Hector radio remix)」 |      |            | 4:52 |
| 3. | 「I Will Always Love You" (Hex Hector 12)」         |      |            | 9:51 |

### 備考
- この曲のミュージックビデオには、映画『ボディガード』のシーンが挿入されている。
- ヒューストンのバージョンが大ヒットしたため、カヴァー曲であることを知らない者も多い。
- イギリスの歌手コニー・タルボットが2009年にカバー曲をリリースしており、歌唱力の高さで話題となった。
- 「And I」で始まるサビの部分はよく日本のバラエティ番組などで恋愛関係のシーン（特に、男女が結ばれる幸せなシーン）になると流れることが多く、「And I」の部分を音写した語句（「エンダァァ」「エンダーー」など）がカップル成立などを表すインターネットスラングとなっており、SNSなどで使用されている。だが、この曲の実際の内容は「愛しているけれど邪魔になるだろうからあなたの前から去るわ」と女性が語る別れの歌である。
- オリジナルサウンドトラックの楽曲が、オリコンで6位以外の1位 - 20位の順位にランクされる珍記録を達成している。
- 1983年にドリー・パートンとケニー・ロジャースが歌いBillboard Hot 100で1位を獲得した「アイランド・イン・ザ・ストリーム」のシングルB面にも「アイ・ウィル・オールウェイズ・ラブ・ユー」という楽曲が収録されているが、これは本項の楽曲とは同名異曲のバリー・ギブとモーリス・ギブが作詞・作曲した、ロジャースの歌唱による楽曲である。